# Саэс Белоки, Пачи
Пачи Саэс Белоки (баск. Patxi Saez Beloki; род. 8 марта 1964, Беасайн, Гипускоа, Страна Басков) — испанский (баскский) социолингвист, член комитета по продвижению Эускальцайндии. Он имеет ученую степень в области социальных и информационных наук и является специалистом по языковому планированию в Университете Страны Басков.

## Биография
Учился в первой баскоязычной школе (икастоле) в Беасайне. В шестнадцать лет начал преподавать баскский язык в вечерней школе Беасайна, четыре года спустя выиграл конкурс на должность преподавателя на летних курсах баскского языка в Аспейтии. С 1997 по 1999 год был руководителем этих курсов.

## Парадигма тележки
12 февраля 2016 года в Бильбао, в официальной штаб-квартире Королевской академии баскского языка, перед более чем сотней академиков, исследователей и специалистов по баскскому языку, Пачи Саэс впервые представил парадигму тележки, или парадигму естественной необходимости.
Парадигма тележки представляет собой новую социолингвистическую парадигму возрождения языков меньшинств. Это архетип или теоретический образец, в котором языковое возрождение представлено как тележка на двух ведущих колёсах, одним из которых является освоение языка, а другом — его использование. Колёса тележки поворачиваются одновременно на одной и той же оси и придают друг другу скорость. Движущей силой тележки языкового возрождения является функциональная необходимость использования языка в качестве инструмента социального общения для удовлетворения потребностей человека. Таким образом, теоретическая конструкция парадигмы тележки взаимосвязана с пирамидой Маслоу, или иерархией человеческих потребностей.
В соответствии с этой теоретической основой, возрождение любого языка должно начинаться с удовлетворения самых элементарных и первичных человеческих потребностей в эффективном и аффективном общении индивидуума (таких, как отношения между членами семьи или друзьями). После удовлетворения насущных коммуникационных потребностей первой социализации индивидуума возрождение языка должно быть сосредоточено на естественных коммуникационных потребностях вторичной социализации — образовании и культурной адаптации индивидуума. Во вторичной социализации участвуют такие важные социальные институты, как школа и средства массовой информации, также важную роль играют Интернет и социальные сети. Наконец, в соответствии с парадигмой карт, человеческая деятельность, тесно связанная с социальной эволюцией и влияющая на все человеческие потребности, — это работа. Работа помогает удовлетворить все уровни человеческих потребностей, начиная от самых примитивных (таких, как жизненно важная потребность в пище) до самых сложных, расположенных в верхней части пирамиды Маслоу (таких, как самореализация человека). Таким образом, эффективное возрождение любого языка как инструмента социального общения культивируется в нормализации языка в работе, центральной деятельности социальной организации индивида.
На той же конференции Пачи Саэс сравнил ситуацию бытования баскского языка с цветочным горшком: «У нас увеличилось количество земли, но это не придало растению сил. Баскский язык приобрёл носителей, но не укрепился».